# Clinton (Nebraska)
Clinton je selo u američkoj saveznoj državi Nebraska. Prema popisu stanovništva iz 2010. u njemu je živjelo 41 stanovnika.